# Morro da Polícia
Morro da Polícia är en kulle i Brasilien.   Den ligger i kommunen Porto Alegre och delstaten Rio Grande do Sul, i den södra delen av landet, 1 600 km söder om huvudstaden Brasília. Toppen på Morro da Polícia är 286 meter över havet, eller 95 meter över den omgivande terrängen. Bredden vid basen är 2,1 km.
Terrängen runt Morro da Polícia är varierad. Runt Morro da Polícia är det mycket tätbefolkat, med 2 811 invånare per kvadratkilometer.. Närmaste större samhälle är Porto Alegre, 7,2 km nordväst om Morro da Polícia. 
I omgivningarna runt Morro da Polícia växer huvudsakligen savannskog.